# Hranice (Olomouc)
Hranice na Moravě (in tedesco Mährisch Weißkirchen) è una città della regione di Olomouc, nella zona orientale della Repubblica Ceca; è situata nel distretto di Přerov.
Durante il periodo austro-ungarico la città era famosa per la sua accademia militare e per la sua yeshivah. Nei pressi della città si trova l'Abisso di Hranice, che detiene il primato della grotta allagata più profonda del mondo, essendo stata esplorata fino a -404 metri di profondità. Secondo studi geologici sulla temperatura e composizione chimica dell'acqua, la grotta potrebbe raggiungere una profondità totale stimata fra 800 e 1200 m.